# Nikolaikirche (Berlin)

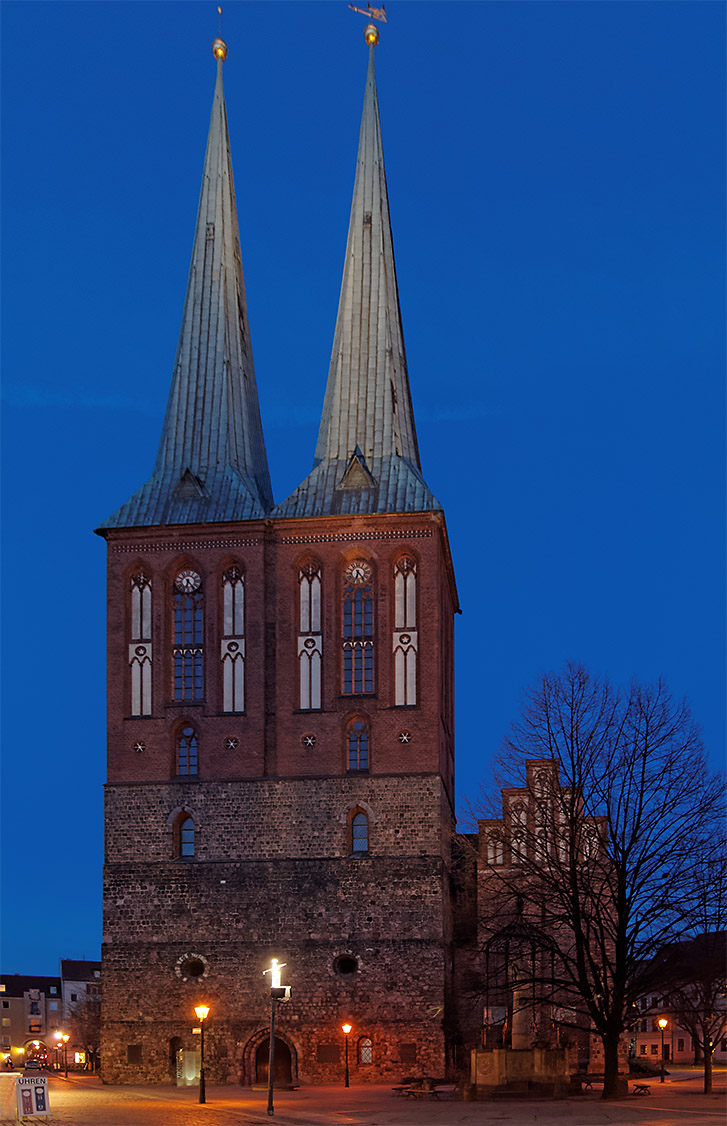
Nikolaikirche

Die Nikolaikirche ist das älteste intakte Kirchengebäude in der historischen Mitte von Berlin und steht seit den 1980er Jahren unter Denkmalschutz. Die im Jahr 1938 entwidmete Kirche ist ein seit den späten 1990er Jahren zur Stiftung Stadtmuseum Berlin gehörendes Museum, in dem auch regelmäßig Konzerte stattfinden.

## Lage
Das Gotteshaus befindet sich im Ortsteil Mitte des gleichnamigen Bezirks im Nikolaiviertel zwischen Spandauer Straße, Rathausstraße, Spree und Mühlendamm. In dem früheren Berliner Siedlungskern bilden die Propststraße (westlich) und die Poststraße (südlich) die unmittelbaren Grenzen des Kirchengeländes.
Die Hauptachse ist nicht vollständig geostet, sondern weicht um rund fünf Grad nach Nordwesten ab. Auf der nördlichen Seite schließt sich der historische Kirchhof unmittelbar an das Bauwerk an. Nordöstlich und südöstlich verläuft der Verkehrsweg Nikolaikirchplatz, am nordwestlichen Zipfel stößt die Straße Zum Nussbaum auf das Kirchengelände.

## Baugeschichte bis zum Ende des 19. Jahrhunderts

### 13.–15. Jahrhundert
Die heutige Nikolaikirche geht auf mindestens zwei Vorgängerbauten zurück. Der erste entstand ab etwa 1230 und entsprach dem regionalen Typus einer spätromanischen, 40 Meter langen, dreischiffigen, flachgedeckten Pfeilerbasilika aus Feldstein mit sechs Achsen, Querschiff und drei Ostapsiden. Ihr erhaltener Westbau entstand um 1230 und trägt bereits frühgotische Züge; das Westportal ist spitzbogig.
Der Name der Kirche und der zugehörigen Kirchgemeinde geht auf den heiligen Nikolaus von Myra zurück. Das Nikolaipatrozinium deutet darauf hin, dass sie die Kirche einer Kaufmannssiedlung war. Als ältestes Bauwerk Berlins bildete sie mit dem Molkenmarkt den Kern der im Aufbau befindlichen Handelsstadt Berlin, während auf der gegenüberliegenden Spreeseite die Siedlung Kölln um die Petrikirche heranwuchs.
Noch vor dem Ende des 13. Jahrhunderts (um 1270) wurde zunächst das Langhaus der Feldsteinbasilika abgebrochen und durch eine dreischiffige frühgotische Backsteinhalle umgewandelt. Bereits vor 1379 wurde damit begonnen, die spätromanische Choranlage des Ursprungsbaus durch einen deutlich erweiterten Hallenumgangschor zu ersetzen. Die Einwölbung dieses ambitionierten Chorbaus datieren Bauhistoriker spätestens auf das frühe 15. Jahrhundert. Der Grundriss des Chores mit dem Chorumgang orientiert sich an dem in den 1360er Jahren entstandenen Vorbild, der Spandauer Nikolaikirche – die wiederum auf St. Sebald in Nürnberg zurückging –, doch war die Wandgestaltung deutlich reichhaltiger und perfektionierte in Vielem den Vorgängerbau.
Nach dem Stadtbrand von 1380 fand bis um 1470 ein umfassender Neubau als spätgotische Hallenkirche statt, unter Beibehaltung des Westbaus. Die daneben im Jahr 1452 etwas zurückgesetzt nach einer Stiftung angebaute zweigeschossige Liebfrauenkapelle besteht aus roten Backsteinen mit einem Staffelgiebel. Das fünfjochige Langhaus erhielt einen neuartigen Hallenumgangschor. Zeitgleich erhielt das sakrale Bauwerk die Chornordkapelle für die Sakristei und die Kirchenbibliothek.
Planungen für ein neues, den Dimensionen des Umgangschors angepasstes Hallenlanghaus wurden erst ab etwa 1460 umgesetzt. 1460 erklärte Bischof Dietrich IV., dass „jenen, die innerhalb eines Jahres zum Bau an der offenbar einsturzgefährdeten Kirche St. Nikolai beitrügen, ein 40-tägiger Ablass gewährt werde“.
Prägende Elemente der frühgotischen Vorgängerhalle wurden nicht einbezogen. Die zweigeschossige Liebfrauenkapelle an der Südwestecke des neuen Langhauses ist auf etwa 1465 zu datieren und steht in Zusammenhang mit der schon 1452 erfolgten Stiftung einer Marienbruderschaft durch den kurfürstlichen Küchenmeister Ulrich Czewschel.
Die roten Backsteine der Kapelle bilden einen deutlichen Kontrast zum Grau des Turms. Um 1470/1480 folgte als letzter mittelalterlicher Bauabschnitt ein ebenfalls zweigeschossiger Sakristei- und Kapellenanbau an der Nordseite des Umgangschors.

### 16.–19. Jahrhundert
Bei den historischen Restaurierungen des Kirchenbaus samt Turm im Zeitraum zwischen 1514 und 1734 kamen nach alter Tradition zeitbezogene Dokumente und Gegenstände, darunter Münzen, Medaillen, handgeschriebene Chroniken, biografische Nachrichten, auch Buchdrucke und Grafiken in die Turmkugeln. Nach Sichtung und Anfertigung von Inhaltsverzeichnissen wurden diese regelmäßig wieder zurückgelegt und dann wetterfest verschlossen.

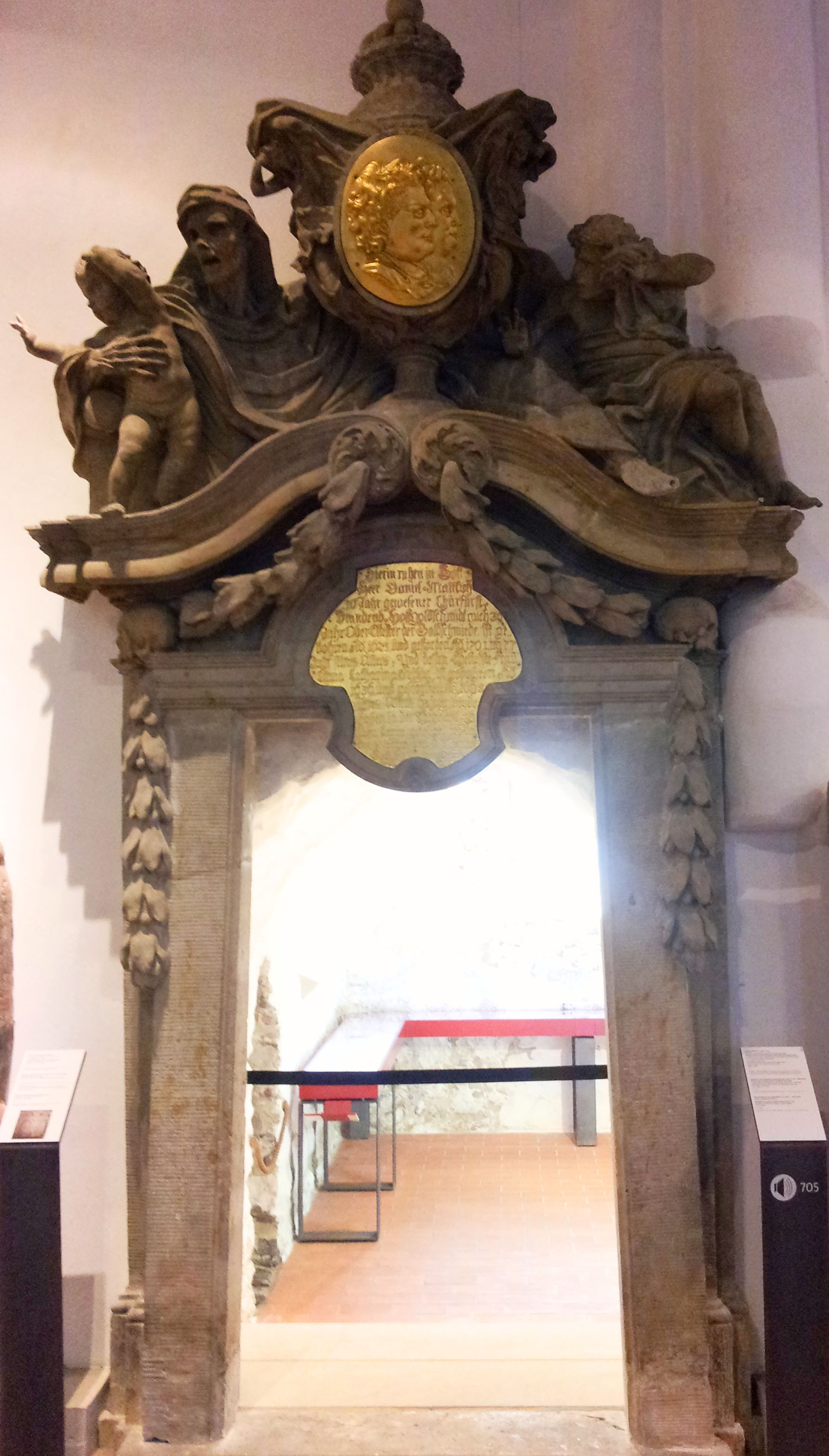
Eingang zur Gruft des Hofgoldschmieds Daniel Männlich

Die spätmittelalterliche Bekrönung der Südseite des über alle Bauphasen erhaltenen, querriegelartigen Feldstein-Westbaus mit einem schlanken (nicht mehr erhaltenen) achtseitigen asymmetrischen Spitzhelm kann nicht genauer datiert werden.
Nach der Berliner Reformation von 1539 wurden in den Chor- und Seitenschiffnischen rund 150 Erbbegräbnisse für Berliner Staatsmänner, Gelehrte und wohlhabende Bürger eingelassen. Das Innere der Kirche war zu dieser Zeit mit wertvollen Kunstschätzen ausgestattet. Hervorzuheben sind ein 1563 gegossener Taufkessel, eine 1680 geschnitzte Kanzel sowie der Altar von 1715. Weiterhin existierten Gemälde aus spätgotischer und barocker Zeit.
Zu den wichtigen seit dem 16. Jahrhundert geschaffenen Erbbegräbnissen zählt das von Andreas Schlüter entworfene Grabmal für den Hofgoldschmied Daniel Männlich. Auch der evangelische Theologe Jakob Spener wurde hier feierlich beigesetzt. Bedeutung hatte ebenfalls die 1610 entstandene Grabstätte der Familie von Kötteritzsch im Erdgeschoss der Liebfrauenkapelle.
In die Randkapellen und an der Südseite des Chores wurden mehrere Gruftkapellen eingebaut, in denen namhafte frühere Berliner wie Diestelmeyer, Pufendorf, Kraut(h) (1661–1723) und Schindler ihre letzte Ruhestätte bekamen.
In den Jahren 1876–1878 restaurierte Hermann Blankenstein den Kirchenhauptbau und ließ – wiederum unter Wahrung der frühgotischen Untergeschosse – die heute prägende neugotische Doppelturmspitze aufsetzen. Für die Zeit durchaus bemerkenswert ist, dass dieser umfassende Eingriff in die historische Bausubstanz unter den Mitgliedern des Architekten-Vereins zu Berlin heftig diskutiert wurde und damit ein wichtiges Zeugnis über die Entwicklung der Denkmalpflege im Deutschland der zweiten Hälfte des 19. Jahrhunderts liefert.

Romanischer Ursprungsbau mit gotischen Veränderungen
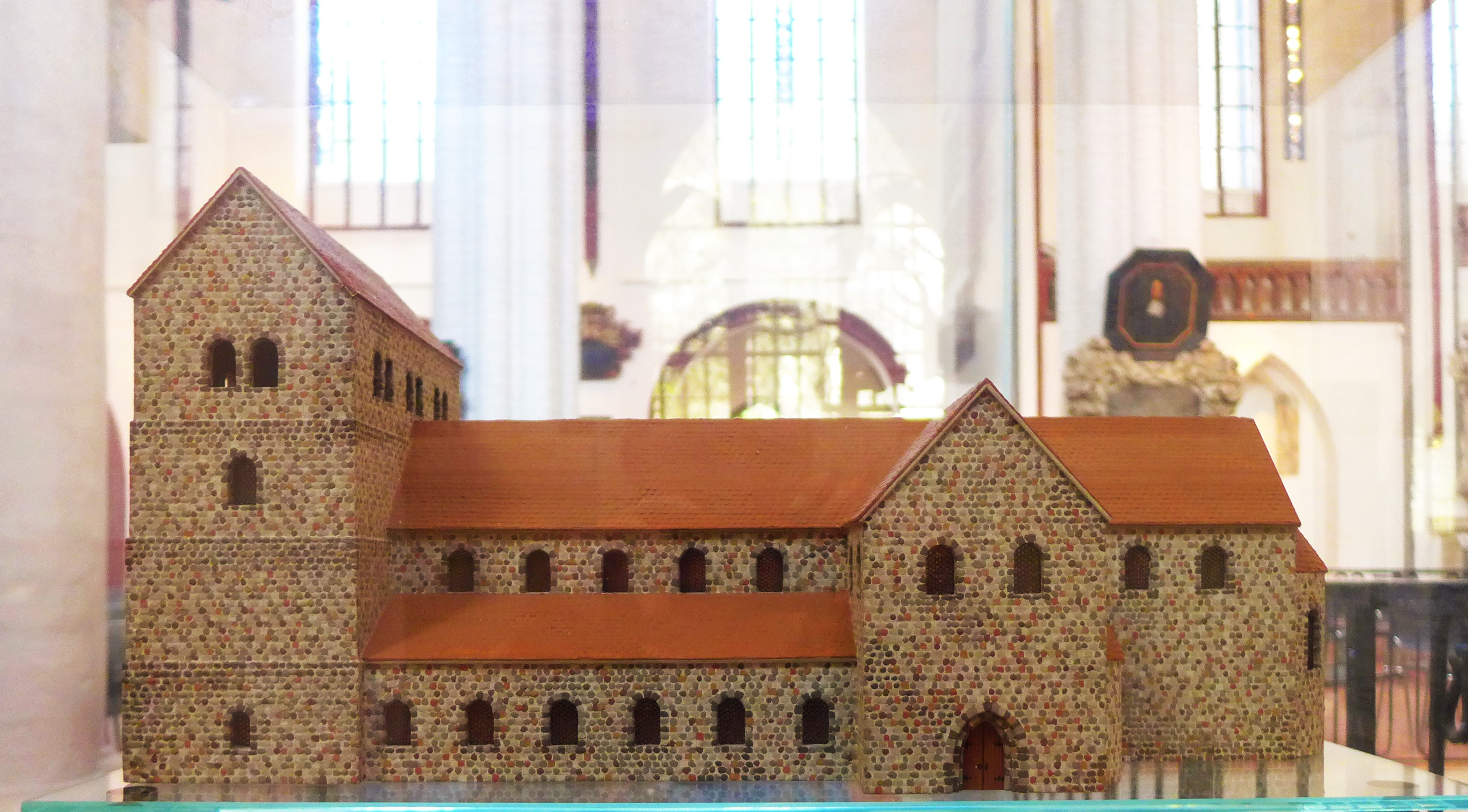
Nikolaikirche Berlin, Rekonstruktionsmodell des Baukörpers der spätromanischen Basilika mit Querhaus, Seitenansicht
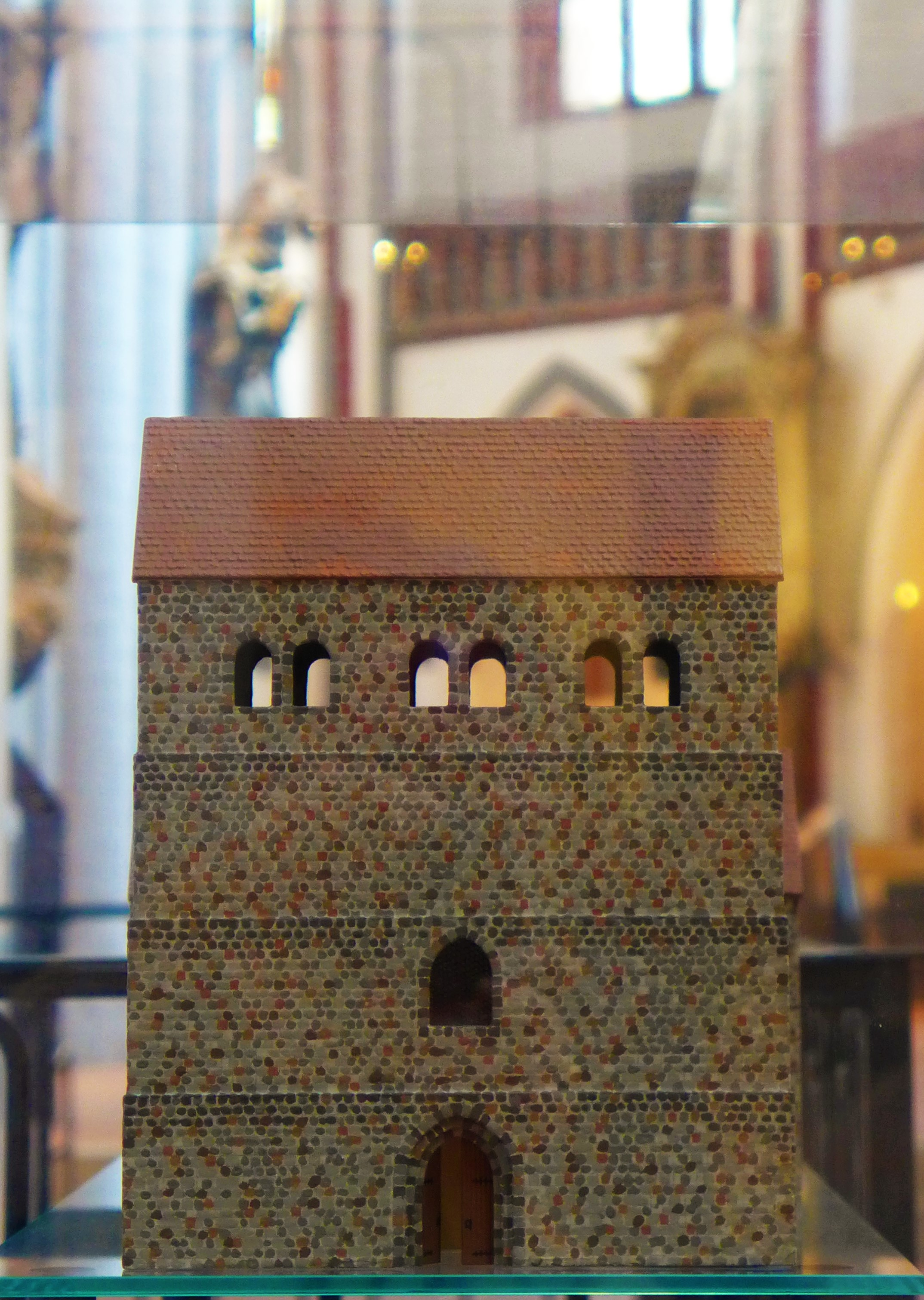
Nikolaikirche Berlin, Rekonstruktionsmodell der Westriegel-Turmfront der spätromanischen Basilika
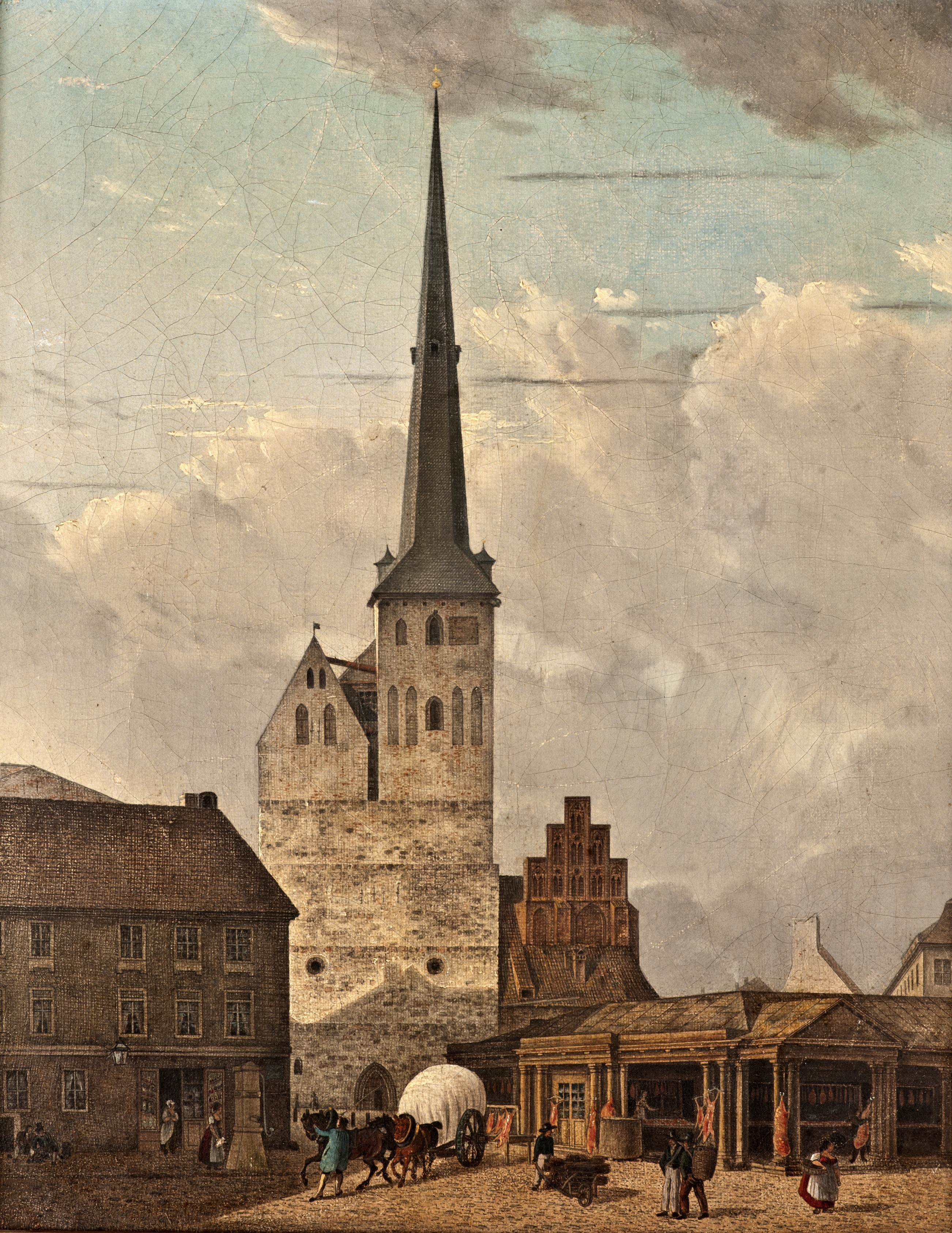
Johann Heinrich Hintze, Nikolaikirche Berlin, 1827, Stiftung Stadtmuseum Berlin mit gotischen Erhöhungen des ursprünglich romanischen Westriegels

### 20. Jahrhundert: Säkularisierung, Zerstörung und Wiederaufbau

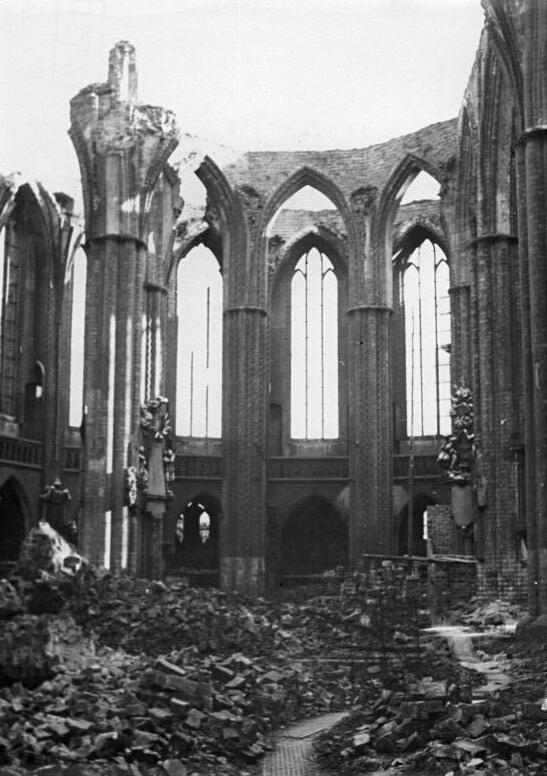
Ruine nach dem Einsturz im Jahr 1949, aufgenommen 1951

Die nach der Entwidmung im Jahr 1938 vorgesehenen Umbaupläne kamen wegen des Ausbruchs des Zweiten Weltkriegs nicht zur Ausführung. Kurz vor Ende des Krieges, im Jahr 1944 stürzten nach alliierten Luftangriffen Blankensteins Turmspitzen samt der metallenen Turmknöpfe, das Dach und ein Teil der Gewölbe im Chorbereich ein. Der Inhalt der Kugeln konnte geborgen werden und wurde in den Kellerräumen des Stadthauses eingelagert. Danach verlor sich für viele Jahre ihre Spur.
Weitere Schäden richteten bei Kriegsende ein Brand im Inneren und danach jahrelange Witterungseinflüsse sowie Raubzüge von Buntmetalldieben an, etliche Inventarstücke konnten aber gerettet werden. In die Marienkirche kamen 16 Gemälde und der romanische Kelch der Nikolaikirche. Weil die stark beschädigte Kirche ohne Notdach geblieben war, stürzten im Jahr 1949 alle Gewölbe mitsamt der nördlichen Pfeilerreihe ein.
Erst seit 1957 schützten Vermauerungen die Epitaphe, andere kamen 1965 in die Ost-Berliner Staatlichen Museen und 1968/1969 in das Märkische Museum.

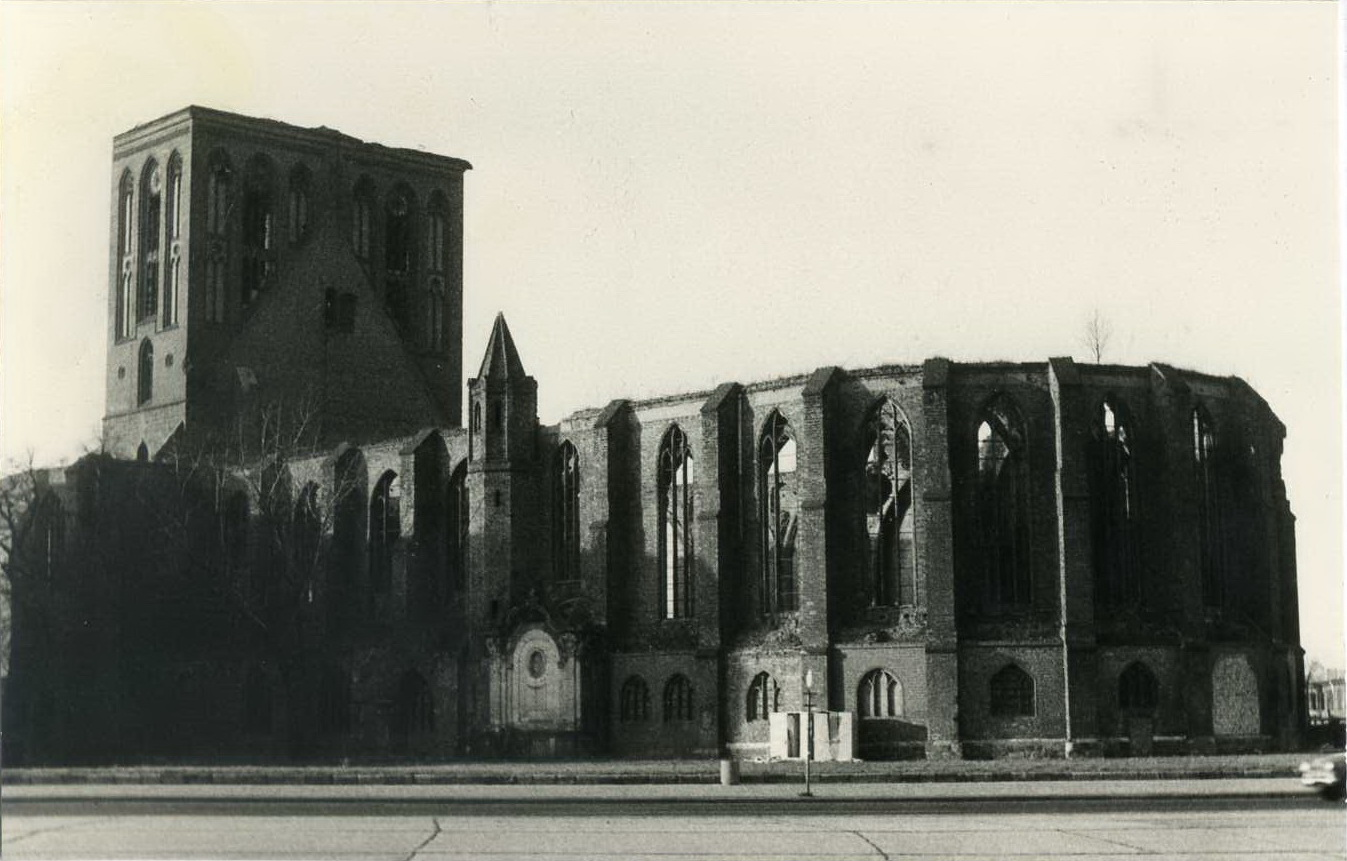
Kriegsbeschädigte Nikolaikirche zu Beginn der Rekonstruktionsarbeiten, 1982

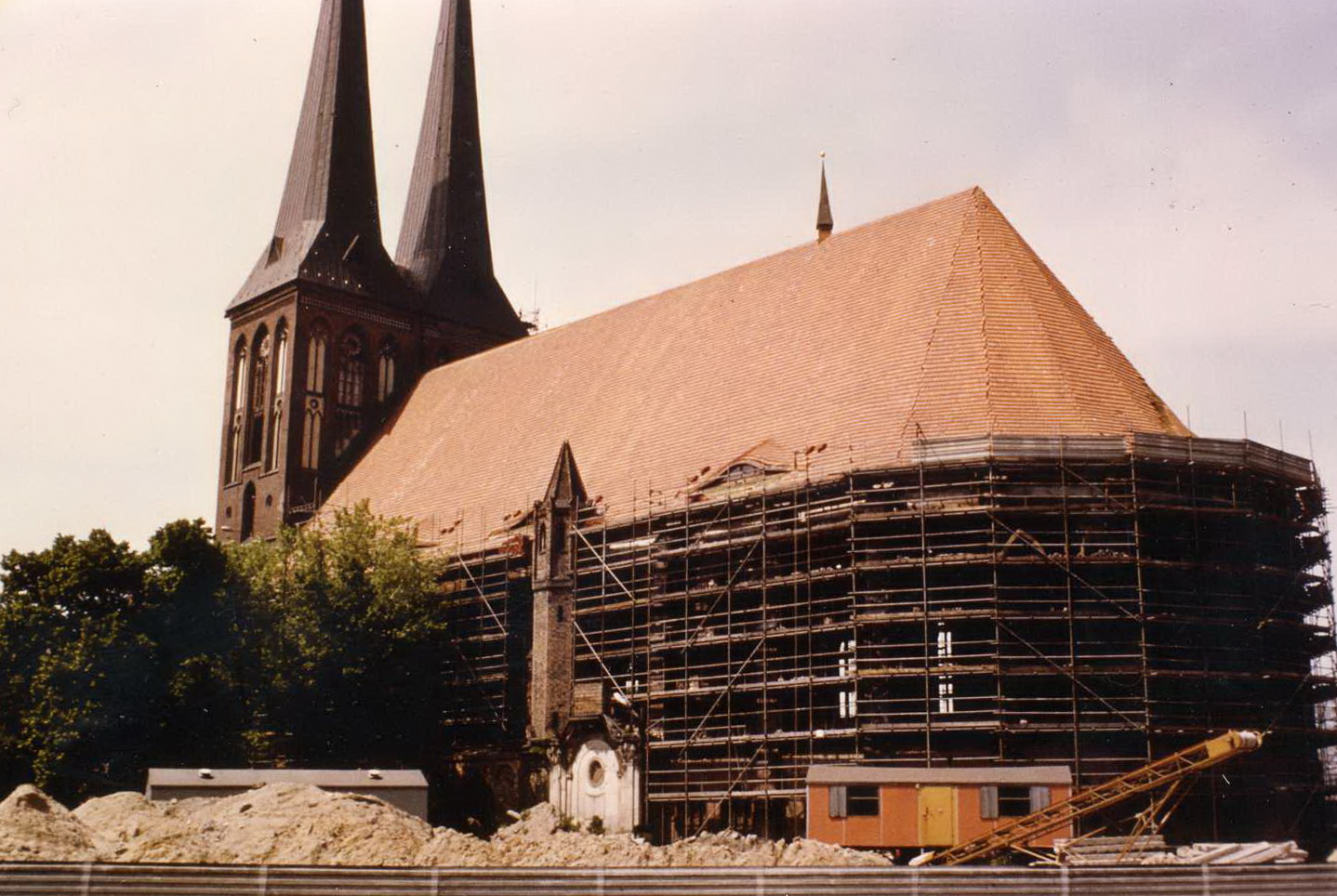
Nikolaikirche kurz vor Ende der äußeren Rekonstruktionsarbeiten, 1983

Trotz ausländischer Hilfszusagen (u. a. aus Skandinavien) konnte die Evangelische Kirche der DDR nicht die nötigen Mittel für den Wiederaufbau aufbringen. Da auch der Staat sich nicht an einer Finanzierung beteiligen wollte, wurde die Kirchenruine 1969 der Stadt Berlin übereignet. Turmstumpf und Umfassungsmauern der Nikolaikirche standen einige Jahrzehnte nahezu allein auf einer großen abgeräumten Freifläche. Auf den vielfach befürchteten Abriss der Ruine verzichtete die DDR-Regierung endgültig im Jahr 1978 durch die Planung des späteren Nikolaiviertels.

### Seit 1990
Im Jahr 1990 tauchten die früher in den Turmkugeln verwahrten Zeitdokumente wieder auf, weil ein Bürger diese Teile seiner Erbschaft dem Märkischen Museum zur Begutachtung gebracht hatte. – Nach dem Vergleich mit den Aufzeichnungen zeigte sich, dass 31 Münzen, ein Kupferstich vom Müllroser Kanal und der rote Samtbeutel vom Kurfürsten Friedrich III. fehlten. In letzteren hatte der Herrscher im Jahr 1695 eigenhändig brandenburgische Medaillen eingelegt. Der Besitzer überließ diese Erbschaft gegen die Zahlung einer Entschädigung dem Museum.
Im Museum ist auch eine historische eiserne Wetterfahne mit den Jahreszahlen 1561 und 1704 zu sehen.
Umfassende bauliche Sanierung, Neuausrichtung der Ausstellungen,
Neue Bestuhlung

## Politische und kirchengemeindliche Geschichte

### Von der Reformation bis zur Wende
Im Jahr 1539 trat in der Nikolaikirche der Rat von Berlin und Cölln geschlossen zum Luthertum über.
Eine besondere Bedeutung hat die Nikolaikirche als Wirkungsstätte und Ort der Zusammenarbeit des bedeutenden protestantischen Kirchenlieddichters Paul Gerhardt, der hier von 1657 bis 1667 als Pfarrer tätig war, und des Kirchenliedkomponisten Johann Crüger, 1622–1662 Kantor an St. Nikolai. Für beide wurde 1957 eine Gedenktafel angebracht. Auf Propst Lilie zu Dienstzeiten Gerhardts folgte 1667 der Orientalist Andreas Müller. Der lutherische Theologe und bedeutende Pietist Philipp Jacob Spener war von 1691 bis zu seinem Tode im Jahr 1705 Propst an St. Nikolai. In den Jahren von 1764 bis 1788 versah der bedeutende Aufklärungstheologe Johann Joachim Spalding dieses Amt.
Am 6. Juli 1809 trat die erste nach den Steinschen Reformen gewählte Stadtverordnetenversammlung dort zusammen und ließ sich gemeinsam mit dem Magistrat und dem Oberbürgermeister feierlich vereidigen.
Am 30. Oktober 1817, am Vortag des 300. Jahrestages der Reformation, wurde in der Nikolaikirche mit einem gemeinsamen Abendmahl von Lutheranern und Reformierten die Kirchenunion in Preußen vollzogen und so die Kirche der Altpreußischen Union geschaffen.
Von 1913 bis 1922 war Wilhelm Ludwig Georg Wessel der Pfarrer, dessen Sohn Horst Wessel später eine der bekanntesten Figuren der Nationalsozialisten in Deutschland wurde. Die Familie Wessel lebte in der benachbarten Jüdenstraße.
Im November 1938 gab die evangelische Kirche das Gotteshaus für die regelmäßige Nutzung auf, d. h. sie wurde außer Gottesdienst gestellt und in das Eigentum des von den Nationalsozialisten beherrschten Deutschen Reichs gegeben.
1939 fand in der Nikolaikirche zum 400. Jubiläum des Übertritts zur Reformation in der Mark Brandenburg ein vorerst letzter Gottesdienst statt. Die Kirche sollte im Rahmen eines Projekts für das ganze umgebende Viertel als Zentrum des mittelalterlichen Berlin restauriert und regotisiert werden. In Anlehnung an die vorhandene musikalische Tradition war die Umgestaltung zu einem „Musikdom“ für Berlin mit Umbau der vorhandenen und Einbau einer zweiten Orgel geplant.

### Seit dem Mauerfall 1989
Bundespräsident Richard von Weizsäcker wurde am 29. Juni 1990 in der Nikolaikirche zum ersten Gesamtberliner Ehrenbürger seit der Aufhebung der Teilung der Stadt ernannt. Am 11. Januar 1991 fand dort die konstituierende Sitzung des neu gewählten Gesamtberliner Abgeordnetenhauses statt.

### Archäologische Grabungen
Zwischen 1956 und 1958 und anlässlich des Wiederaufbaus zwischen 1980 und 1983 fanden umfangreiche archäologische Ausgrabungen zur Erforschung der Baugeschichte der Nikolaikirche statt. Dabei konnten die Reste einer spätromanischen dreischiffigen Basilika sowie einer frühgotischen Hallenkirche identifiziert werden. Unter diesen Überresten fanden die Archäologen Gräber eines älteren Friedhofs mit einer geschätzten Zahl von 120 bis 150 Bestattungen. Der Friedhof wurde auf das Ende des 12. bis Anfang des 13. Jahrhunderts datiert und befand sich auf der Anhöhe einer Talsandinsel der Spree. Die Funde deuten darauf hin, dass Berlin mindestens 50 Jahre älter ist als bisher angenommen.

### Nutzung seit den 1990er Jahren
Seit 1995 ist die Nikolaikirche ein Museum der Stiftung Stadtmuseum Berlin. Nach einer umfassenden zweijährigen Sanierung wurde die Nikolaikirche am 21. März 2010 mit einem Festprogramm wiedereröffnet. In den Kirchenhauptraum wurde die restaurierte Kanzel der nicht wiederaufgebauten Franziskaner-Klosterkirche eingebaut, ebenfalls dort wurden einige Barockfiguren des ursprünglichen Altars aufgestellt. Der damalige Regierende Bürgermeister Klaus Wowereit eröffnete eine neue Dauerausstellung, die unter dem Titel Vom Stadtgrund bis zur Doppelspitze die Entstehung und Nutzung des Gotteshauses in den vergangenen 800 Jahren nachzeichnet. Dazu kommen Ausstellungsbereiche zu den mit der Kirche verbundenen Persönlichkeiten. Im Mittelschiff wurde im Herbst 2017 mit der Installation Lost Words von Chiharu Shiota zum ersten Mal ein Werk zeitgenössischer Künstler präsentiert. Jeden Freitag um 17 Uhr findet ein Orgelkonzert in der Nikolaikirche statt.

## Architektur

### Außenbereich

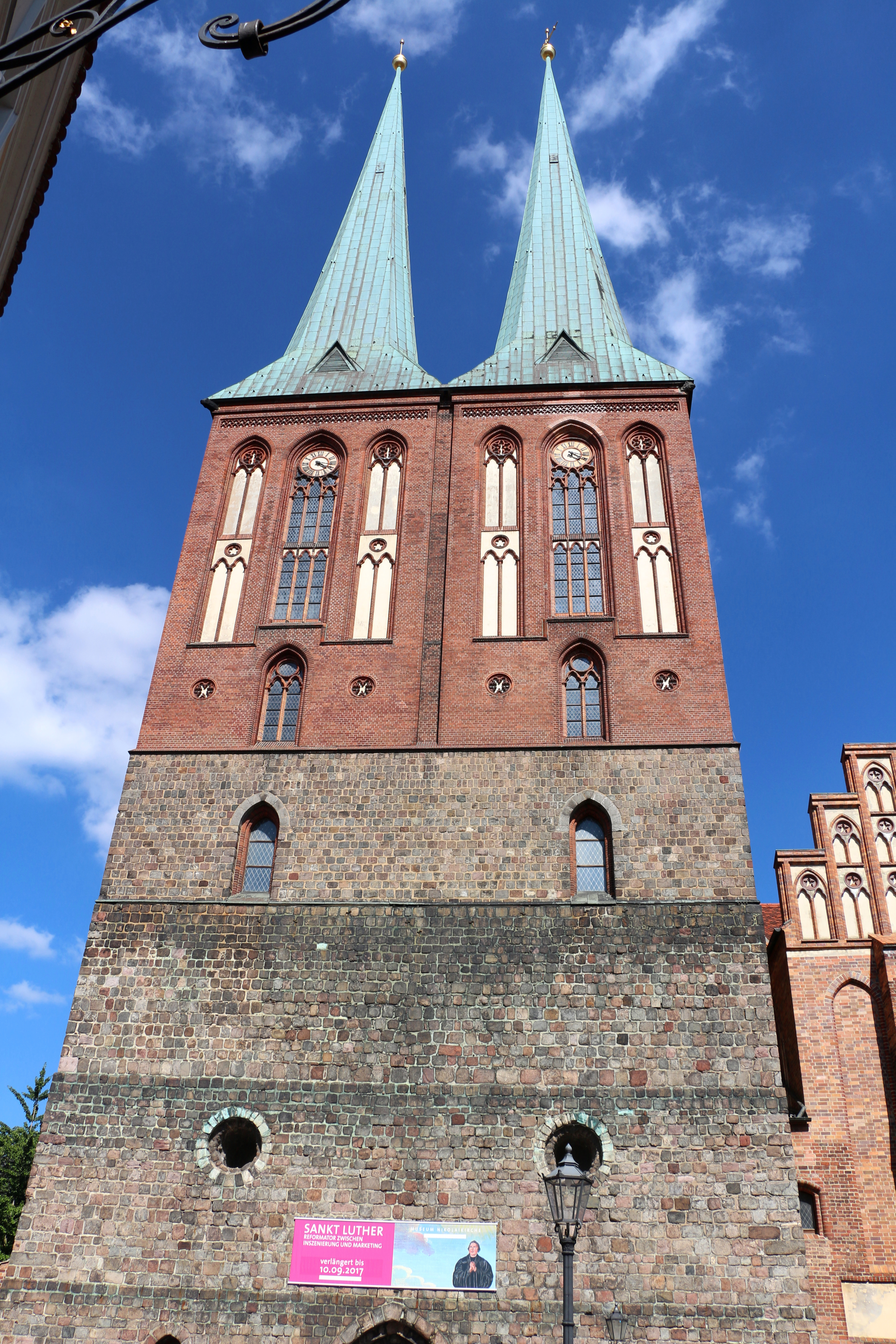
Westfassade mit den Turmhelmen der 1980er Jahre, 2017

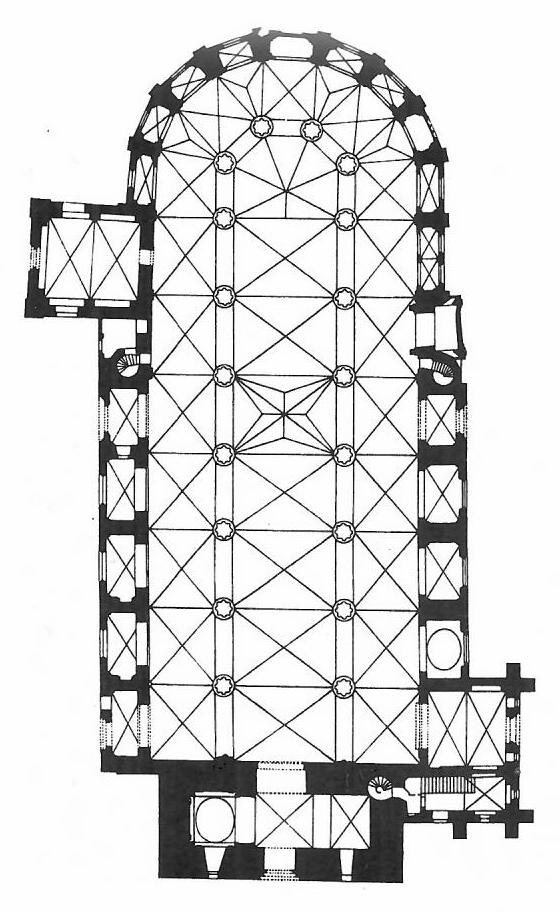

Die Außenfassade verdeutlicht mit ihrem derzeitigen Aussehen die verschiedenen Bauperioden des Kirchengebäudes. Der massiven Westbau aus grau-braun-violetten Feldsteinen im Turmsockel, der in vier Geschosse gestuft ist, dominiert die gesamte Westfassade. Er ist der älteste Teil des Gotteshauses und gehörte der oben dargestellten spätromanischen Basilika als erstem Steinbau an dieser Stelle (erste Hälfte des 13. Jahrhunderts).

### Türme

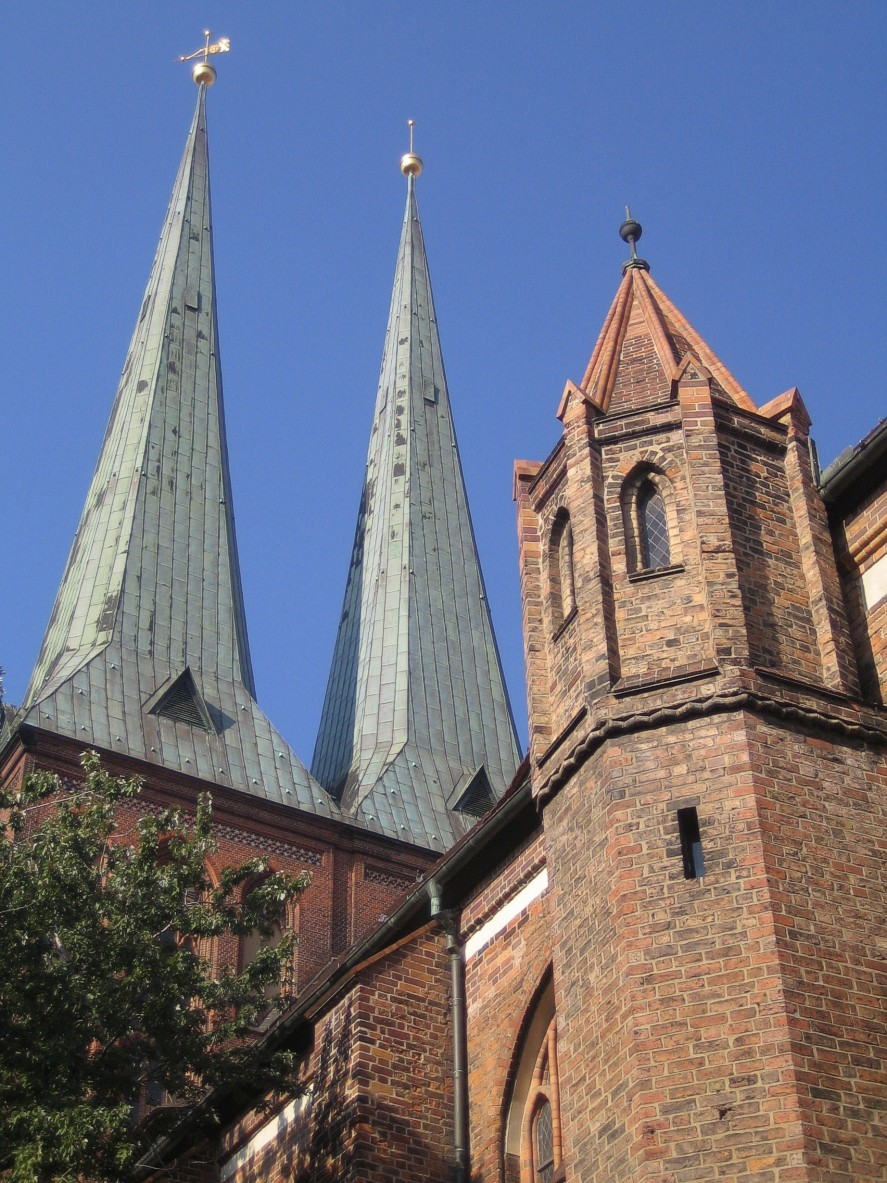
Turmspitzen

Turm: Ringankerfundament, darüber zwei gleich hohe und gleichartig gestaltete Knickhelm, eine Glockenstube, Gesamthöhe.
Der 1880 über dem mittelalterlichen Sockelbau aufgemauerte neue Turm mit gleich hohen Turmhelmen ersetzte den historischen Einzelturm. Nach den starken Zerstörungen im Zweiten Weltkrieg wurden beim Wiederaufbau des Nikolaiviertels für die 750-Jahr-Feier Berlins vor allem zuerst die Nikolaikirche (1980–1983) nach alten Zeichnungen und Plänen mit neuen Turmhelmen originalgetreu wiederaufgebaut. Die beiden 44 Meter hohen Turmhelme wurden am Boden montiert und hier mit einer Kupferhaut überzogen.
Die neuen oktogonalen Knickhelme der 1980er Jahre orientieren sich weitgehend an der Form der einzigen Turmspitze der Fassade, wie sie bis zur historistischen Umgestaltung der Kirche in den Jahren 1876/1878 existierte, und weniger an der Gestaltung der beiden neogotischen Turmspitzen von 1876/1878 mit ihren insgesamt acht Ecktürmchen. Die acht Dreiecke der beiden oktogonalen Spitzen der 1980er Jahre sind auch nicht mehr gleich groß wie bei den beiden Vorgängermodellen ausgeformt, sondern breitere und schmalere Dreiecke wechseln einander ab. Die vorherigen Turmkreuze setzte man bei der Rekonstruktion nicht mehr auf. Die modernen Turmspitzen wurden auf einem am Erdboden befindlichen Betonsockel fertig montiert, wo sie zwei Drittel der Eindeckung über einer Spezialstahlkonstruktion und eine Kupferhaut erhielten. Die südliche Spitze erhielt auf ihrem Turmhelm eine Nachbildung des historischen Berliner Stadtwappens als Wetterfahne – zur Erinnerung daran, dass sich hier der ursprünglich einzige Kirchturm der Nikolaikirche aus dem Mittelalter befunden hatte. Die andere Spitze erhielt eine vergoldete Kugel mit zeitgenössischen Dokumenten; sie dient auch als Blitzableiter. Für das Aufsetzen der beiden 53 Tonnen schweren Turmspitzen hatten Baufachleute auf den stabilisierten Turmfragmenten zuvor einen Stahlbetonringanker aufgebracht. Ein Mobilkran des VEB Industriemontagen Merseburg hob die fertigen Spitzen am frühen Morgen des 20. August 1982 in die Höhe und setzte sie millimetergenau auf dem neuen Turmunterbau ab, wo sie dauerhaft verschraubt wurden. Das Aufsetzen jeweils einer Spitze dauerte 35 Minuten. Anlässlich des Wiederaufbaus wurde ein aus 41 Glocken bestehendes Glockenspiel im Turm installiert.

### Innenbereich
Im 19. Jahrhundert wurde der historische Altar umgebaut. Seinen vorherigen Zustand zeigt ein Kupferstich von Carl Georg Anton Graeb (1816–1884) aus dem Jahres 1834. Ein mit einem Altartuch bedeckter rechteckiger Tisch steht auf einem in den Kirchenraum vorgezogenen fünfstufigen Podest. Dahinter sind die Kanzel und einige Engel an Säulen zu erkennen.

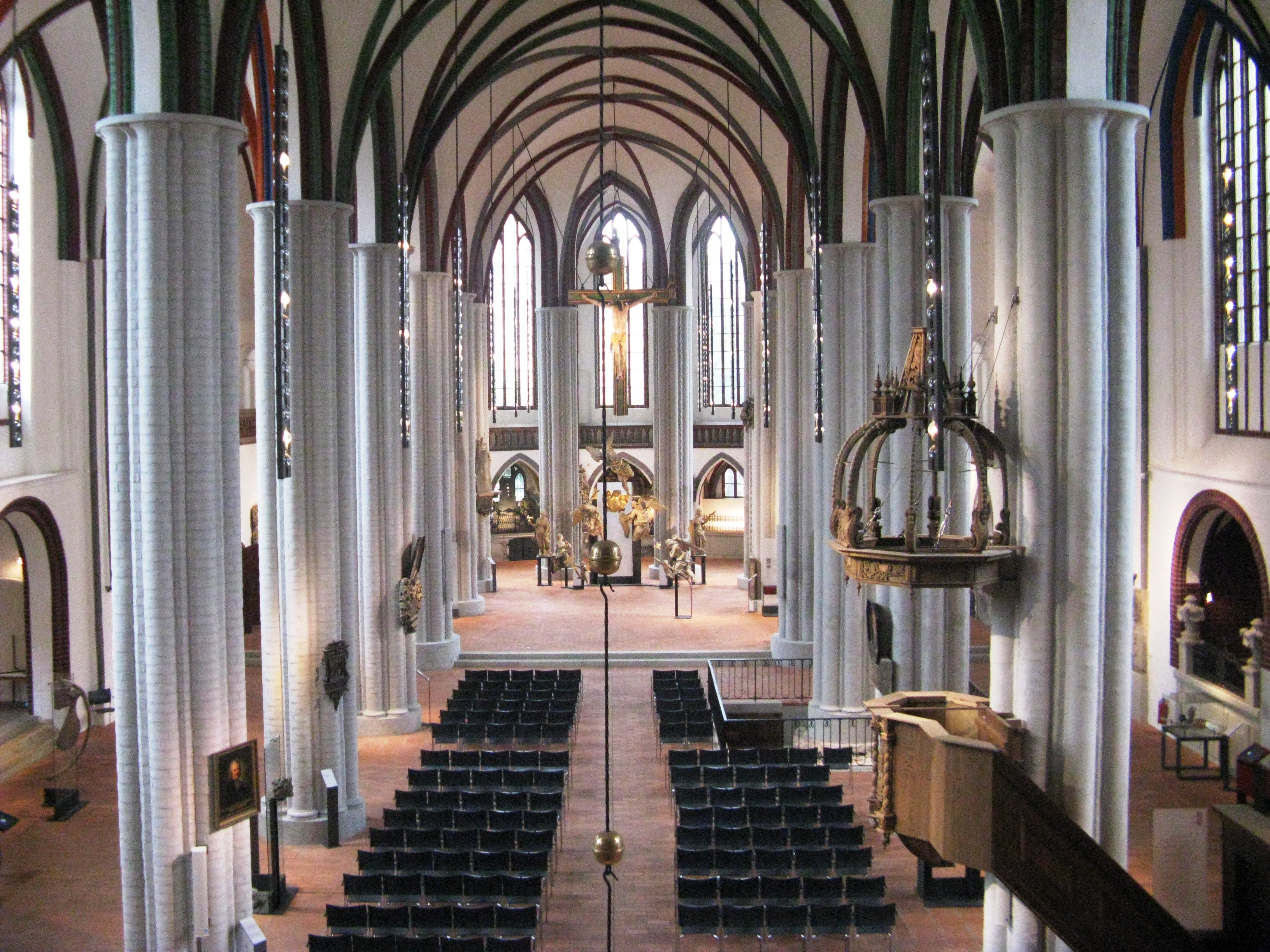
Blick in das Hauptschiff, 21. Jh.

Das eingestürzte Kreuzgewölbe des 18 Meter hohen Hallenschiffes musste vollständig neu gemauert werden. Das Kircheninnere ist im Westbereich in drei Jochen überwölbt, die bei den späteren baulichen Änderungen dem aktuellen Zeitgeschmack gotisch bzw. barock angepasst wurden. Der Chor ist als Umgangsbereich mit Randkapellen gestaltet worden. Das Hauptschiff wird von Strebepfeilern getragen. Vor der Zerstörung im Zweiten Weltkrieg bestimmten Kreuzrippengewölbe auf Bündelpfeilern den Innenraum.
Schließlich mussten auch alle Kirchenfenster neugestaltet werden, ihre Sujets wurden der Kirchengeschichte nachempfunden. Bänke bzw. Stühle für die Kirchenbesucher wurden in den 2000er Jahren ebenfalls neu beschafft.
Die problematische Akustik der 250 Sitzplätze fassenden Halle schränkte die Bandbreite des musikalischen Programms erheblich ein. In den Jahren 2008–2010 erfolgte eine weitere Bausanierung, wodurch sich auch die Akustik verbessert hat, ebenso wie die Sitzplatzanzahl.

## Ausstattung

### Altar, Taufe
Im Jahr 1461 stiftete die Berliner Bäckerinnung, die zu den wohlhabenden Viergewerken gehörte, der Nikolaikirche einen Altar mitsamt einer jährlichen Rente für die Besoldung eines Altaristen.

### Beleuchtung, Glocken
Die gesamte Beleuchtung des Kirchengebäudes wurde gleichzeitig neu entworfen und individuell angefertigt. Den Auftrag erledigten die Firmen Dinnebier/MaWa-Design. Es entstanden neun verschiedene aber in einheitlicher Grundform gestaltete Steh-, Wand- und Pendelleuchten mit dimmbaren LED in drehbaren Glaskörpern.

### Orgeln

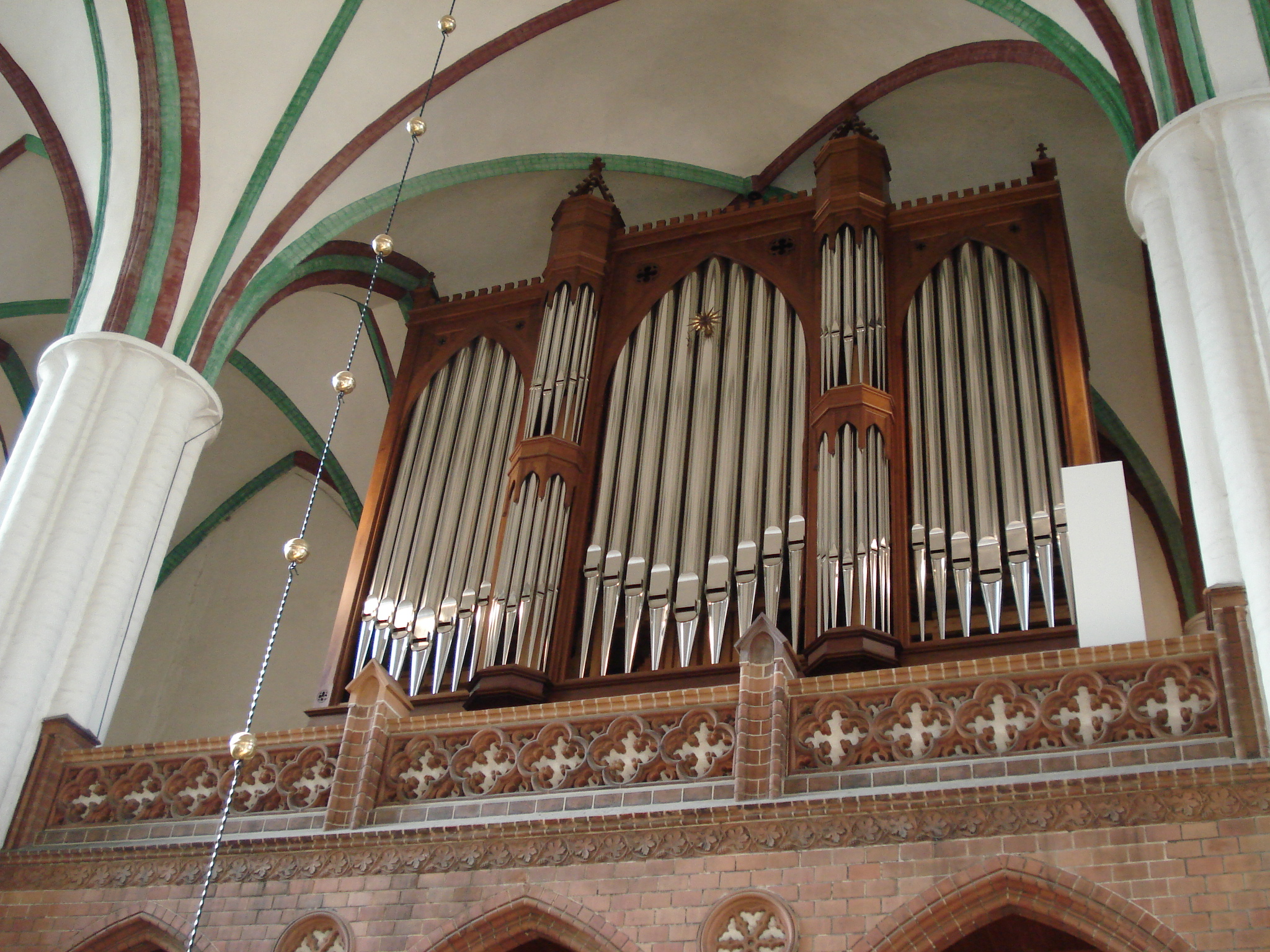
Aktuelle Orgel der Nikolaikirche (2020)

Das Kirchengebäude war bereits um 1500 mit einer Orgel ausgestattet. 1519 baute Meister Blasius eine neue Orgel, die im 16. und 17. Jahrhundert mehrfach umgebaut und erweitert wurde. 1708 stellte Arp Schnitger eine neue Orgel mit drei Manualen und 40 Registern auf. Im Jahr 1846 wurde diese Orgel abgelöst durch einen Neubau von Carl August Buchholz mit 50 Registern auf drei Manualen; Teile der Orgel von Schnitger kamen dabei wieder zum Einsatz. Die Buchholz-Orgel wurde im Jahr 1902 vom Hoforgelbaumeister Sauer aus Frankfurt umgebaut und erweitert auf 61 Register. Am 14. September 1902 wurde die Orgel in einem Festgottesdienst der Gemeinde zum Gebrauch übergeben. Dieses Instrument ging infolge der Kriegseinwirkungen im Zweiten Weltkrieg und nachfolgendem Vandalismus komplett verloren.
Die heutige Orgel entstand 1997 in der Orgelbaufirma Jehmlich (Dresden). Das Instrument hat 44 Register (Schleifladen) auf drei Manualen und Pedal. Die Spieltraktur ist mechanisch, die Registertraktur elektrisch. Der Prospekt ähnelt dem der Buchholz-Orgel von 1846.
| I Hauptwerk C–g3 |               |        |
| 01.              | Prinzipal     | 16′    |
| 02.              | Quintade      | 16′    |
| 03.              | Prinzipal     | 08′    |
| 04.              | Spitzflöte    | 08′    |
| 05.              | Salicional    | 08′    |
| 06.              | Oktave        | 04′    |
| 07.              | Flûte d’amour | 04′    |
| 08.              | Quinte        | 02 ⁄3′ |
| 09.              | Oktave        | 02′    |
| 10.              | Mixtur V      |        |
| 11.              | Scharff IV    |        |
| 12.              | Cornett III–V | 08′    |
| 13.              | Trompete      | 16′    |
| 14.              | Trompete      | 08′    |
|                  | Zimbelstern   |        |

| II Schwellwerk C–g3 |                         |         |
| 15.                 | Bordun                  | 16′     |
| 16.                 | Flötenprinzipal         | 08′     |
| 17.                 | Doppelflöte             | 08′     |
| 18.                 | Viola da Gamba          | 08′     |
| 19.                 | Flötenschwebung (ab c0) | 08′     |
| 20.                 | Weitoktave              | 04′     |
| 21.                 | Koppelflöte             | 04′     |
| 22.                 | Nasat                   | 02 ⁄3′  |
| 23.                 | Nachthorn               | 02′     |
| 24.                 | Terz                    | 01 3⁄5′ |
| 25.                 | Spitzquinte             | 01 ⁄3′  |
| 26.                 | Mixtur V–VI             | 02′     |
| 27.                 | Holzfagott              | 16′     |
| 28.                 | Cor anglais             | 08′     |
|                     | Tremulant               |         |

| III Positiv C–g3 |               |     |
| 29.              | Holzgedackt   | 08′ |
| 30.              | Prinzipal     | 04′ |
| 31.              | Rohrflöte     | 04′ |
| 32.              | Prinzipal     | 02′ |
| 33.              | Sifflöte      | 01′ |
| 34.              | Zimbel II–III |     |
| 35.              | Schalmeiregal | 08′ |
|                  | Tremulant     |     |

| Pedal C–f1 |                       |         |
| 36.        | Prinzipal             | 16′     |
| 37.        | Subbass               | 16′     |
| 38.        | Oktavbass             | 08′     |
| 39.        | Gedackt               | 08′     |
| 40.        | Italienisch Prinzipal | 04′     |
| 41.        | Hintersatz V          | 05 1⁄3′ |
| 42.        | Fagott                | 32′     |
| 43.        | Posaune               | 16′     |
| 44.        | Bombarde              | 08′     |

- Koppeln: I/II, III/I, III/II, I/P, II/P, III/P
- Spielhilfen: Tutti, 256-fache Setzeranlage mit Remocard-System, Crescendowalze.

## Gedenktafeln
Beiderseits des Kirchenportals befinden sich an der Fassade fünf Gedenktafeln, die zu unterschiedlichen Zeiten angebracht wurden aber einen groben Überblick zur Kirchengeschichte und zur Nutzung des Sakralbaus ermöglichen.

Gedenktafeln an der Kirche
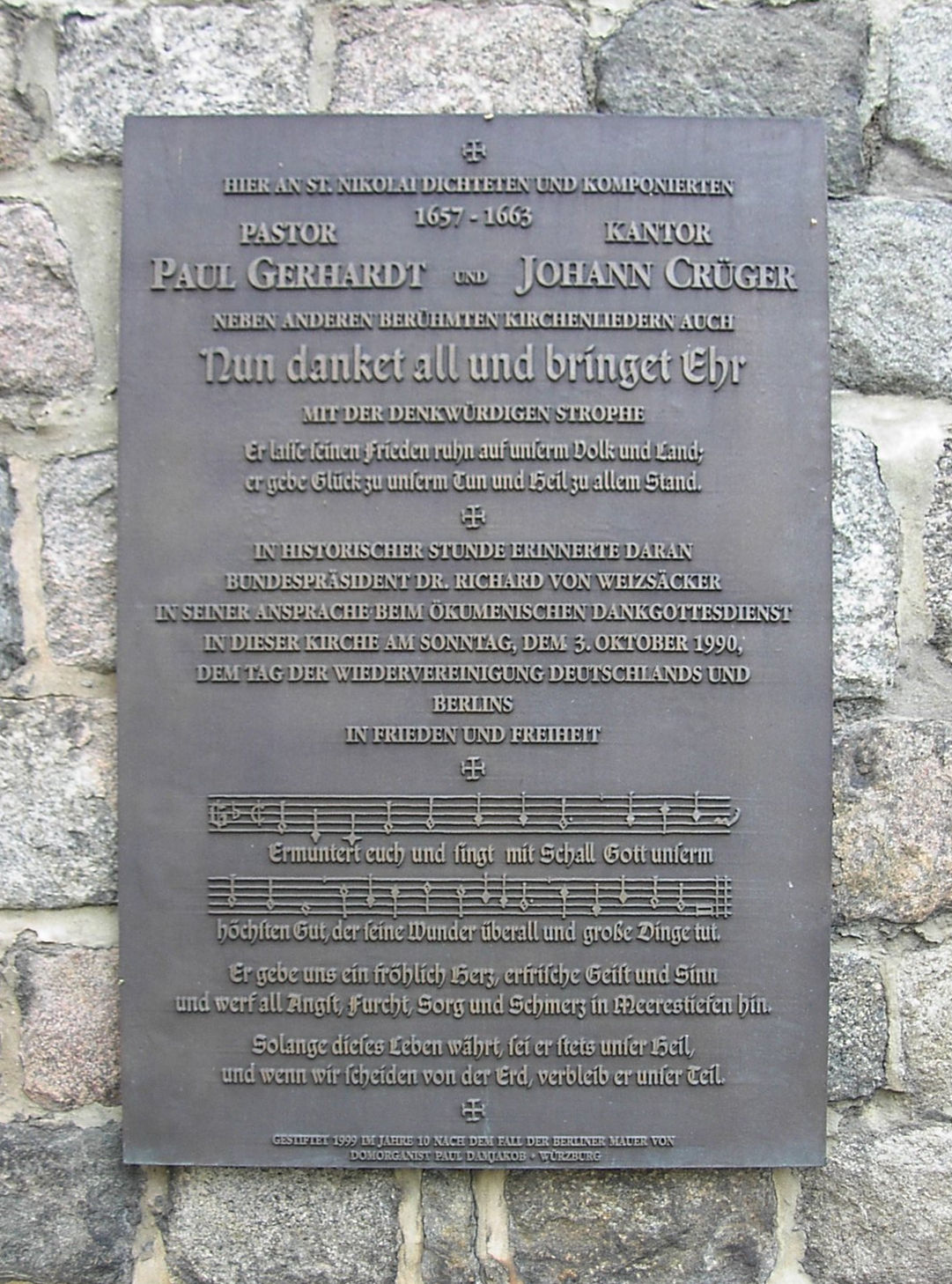
Nun danket all und bringet Ehr
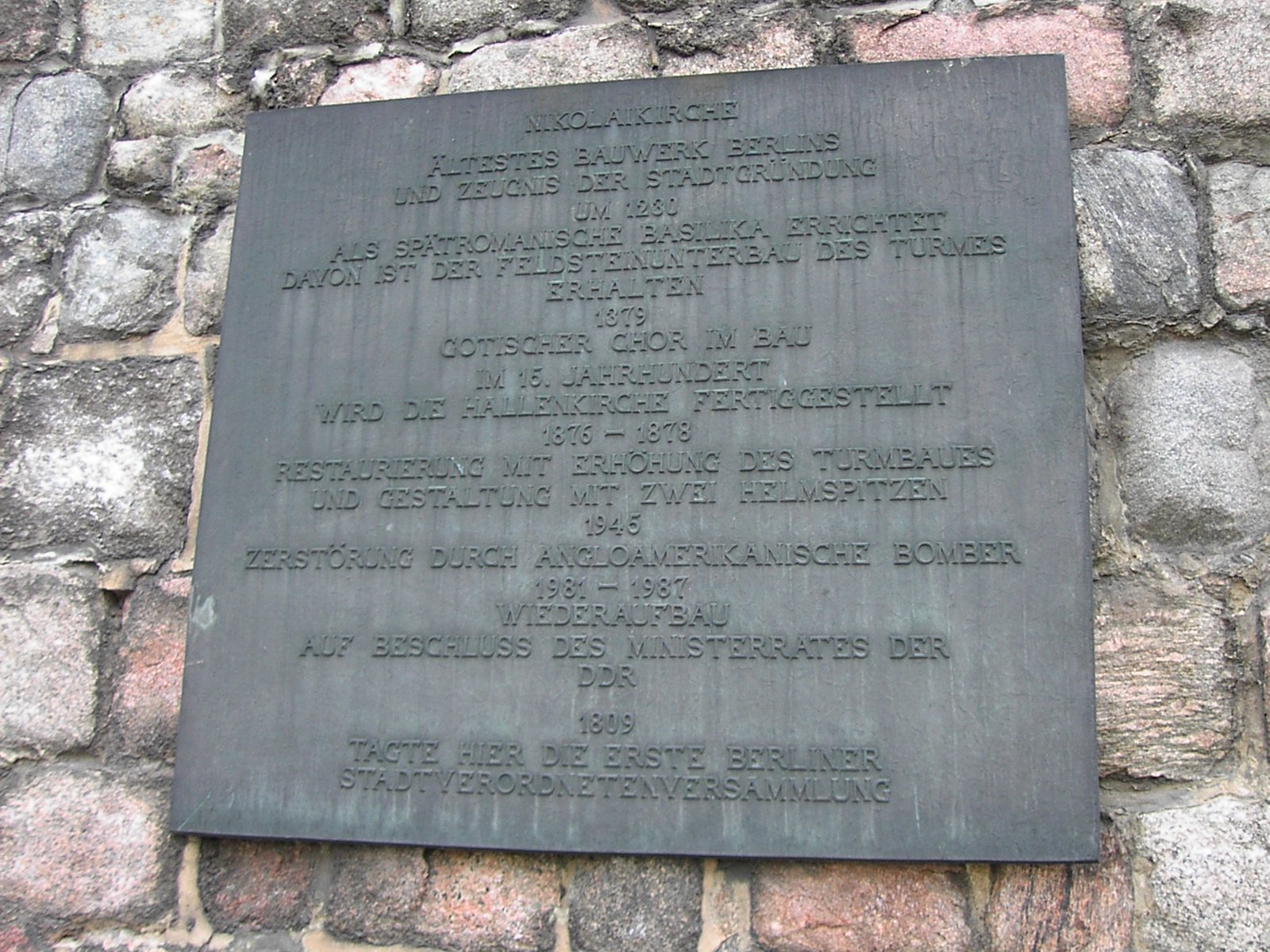
Baugeschichte
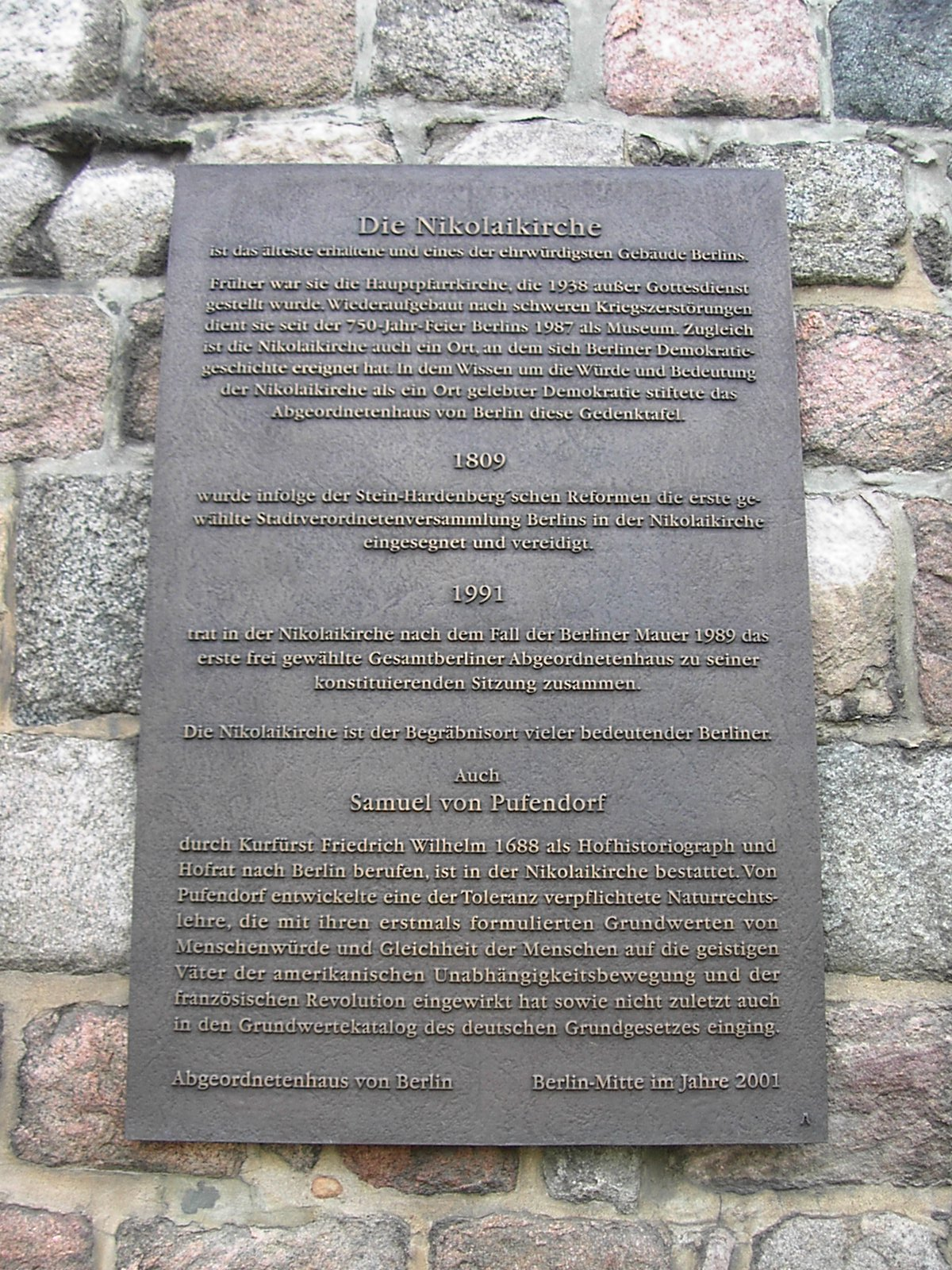
Die Nikolaikirche
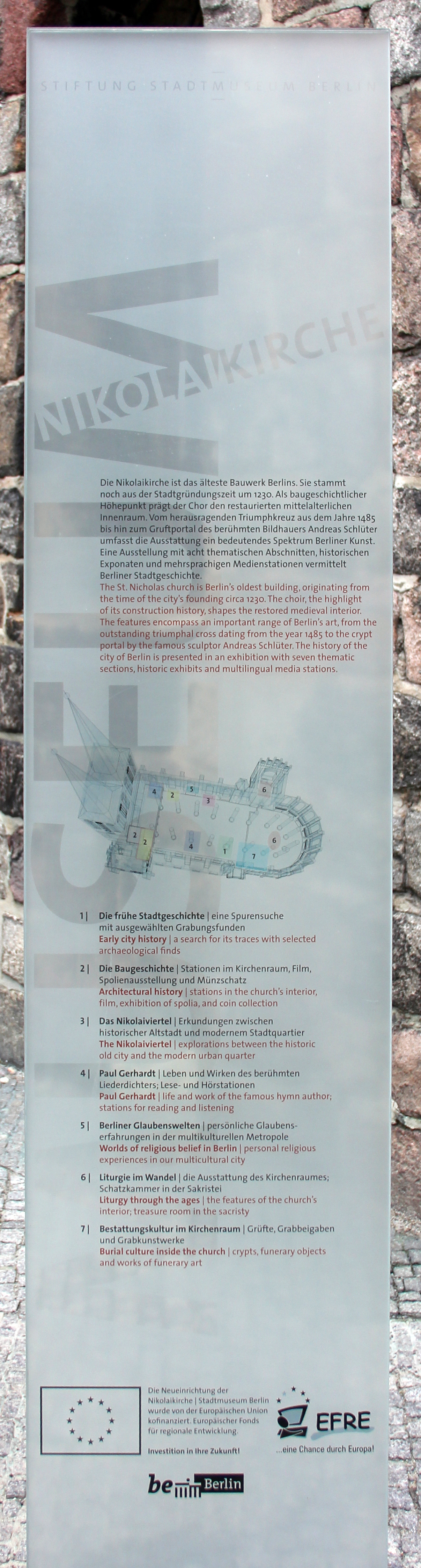
Infotafel
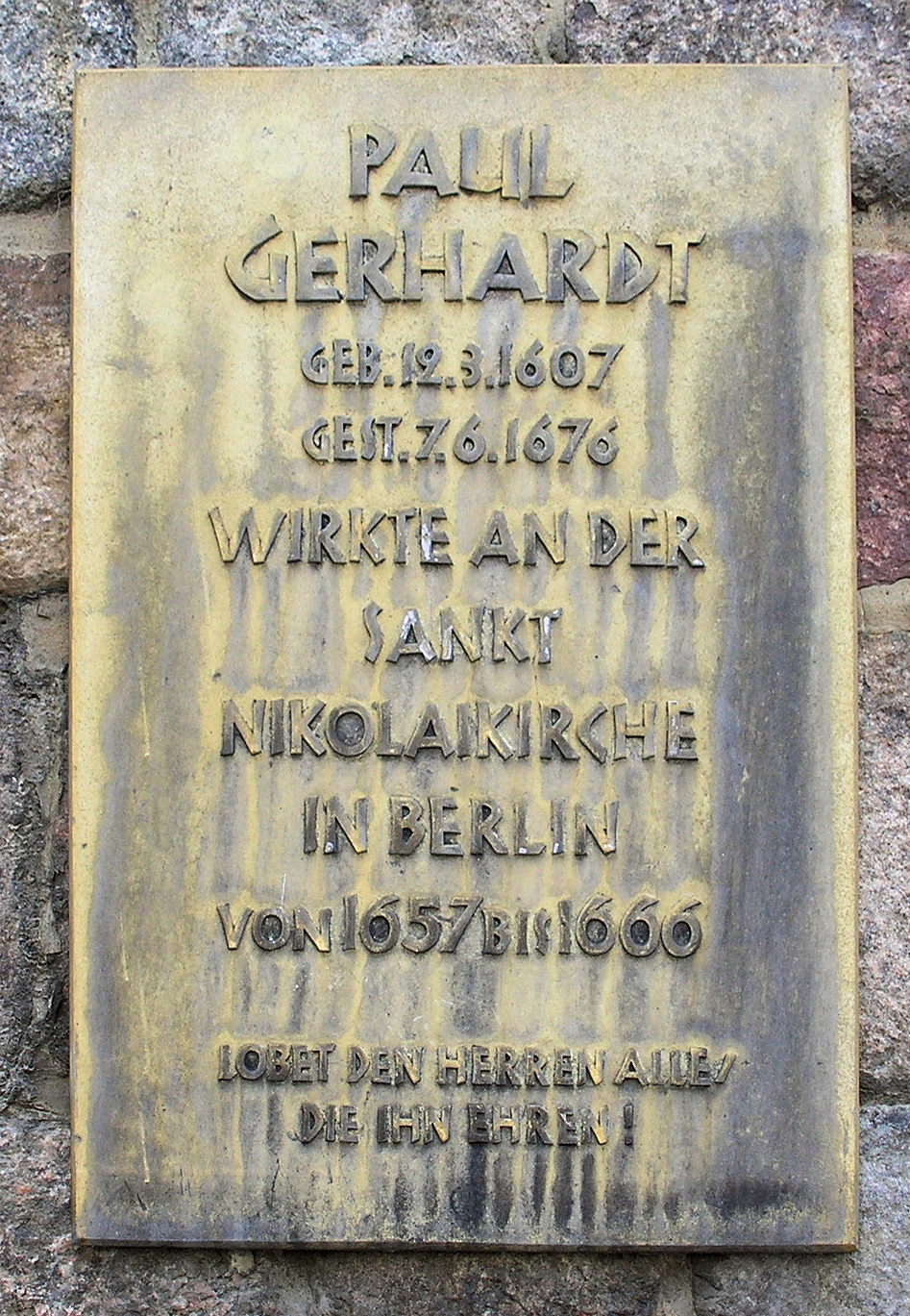
Paul Gerhardt

## Museale Nutzung
Das Museum in der Kirche gestaltet seit seiner Wiederöffnung im Jahr 1987 regelmäßige Ausstellungen. Die erste trug den Titel Die mittelalterliche Handelsstadt Berlin-Kölln – von den Anfängen bis 1648 und wurde von den damaligen Spitzenpolitikern der DDR bei einem Rundgang eröffnet.
Im Jahr 2024 können Besucher die Dauerausstellung Berlins Mitte: 800 Jahre Geschichte und Kultur hier anschauen. Für Sehbehinderte und Normsichtige gibt es die Ausstellung Architektur begreifen mit zahlreichen Modellen.
Gelegentlich ergänzen thematische Sonderausstellungen wie Spielzeug ist nicht unschuldig – eine „labyrinthische Spielzeug-Installation Delirious Toys“ – von Marc Dion (2023) das Museumsangebot.
Zudem dient das Kirchengebäude für Vorträge und Konzerte aber auch für Theateraufführungen vom Ensemble des Stadtteilzentrums Kreativhauses Mitte.